# Léon Sevaistre
Pour les articles homonymes, voir Sevaistre.
Léon Mathieu Sevaistre, né le 10 février 1840 à Rouen et mort le 29 juin 1909 à Bègles (en Gironde), est un homme politique français, qui est maire d'Elbeuf (1875-1878) et député de l'Eure (1885-1889).

## Biographie
Fils de François Mathieu Sevaistre (1799-1866), maire de la commune du Bec-Thomas, dans l'Eure, et de Juliette Flavie Pinel (1813-1867), Léon Mathieu Sevaistre est issu d'une ancienne, riche et influente famille de drapiers d'Elbeuf. Il y possède de nombreuses propriétés, ainsi que dans ses environs. 
Il exerce tout d’abord la profession de fabricant de draps, reprenant à la mort de son père (et en compagnie de son frère) l’entreprise textile familiale. Mais, dès l’année suivante, un incendie ayant ravagé totalement la fabrique, il abandonne toute activité industrielle. Peut-être a-t-il estimé également que les traités de commerce signés par Napoléon III allaient ruiner à terme l’industrie textile. Il vit désormais de ses propriétés et de ses rentes. Il épouse, le 31 mai 1873 à Paris XVIIe, Mathilde Augustine Louise Marie Cuoq (1849-1916) et déclare à cette occasion une fortune personnelle estimée à 900 000 F, somme considérable pour l’époque. Ils auront trois enfants : Juliette (née le 8 mai 1874), Pierre Mathieu (né le 22 mars 1879 à Paris), Henriette Eugénie Magdeleine (née en 1889, châtelaine du Bec-Thomas, petit village situé entre Elbeuf et Amfreville-la-Campagne, jusqu’à sa mort en 1959).
Deux des oncles de Léon Sevaistre s’étaient précédemment lancés avec succès dans la vie politique : Henri Sevaistre, député de la circonscription d’Elbeuf de 1837 à 1839 et brièvement maire de la ville en 1848, et Louis Paul Sevaistre, élu député de l’Eure de 1848 à 1851. Il était également le petit neveu de Georges Paul Petou, maire d’Elbeuf et député de 1824 à 1837. Entrer en politique était donc une tradition dans la famille. Il devient d’abord conseiller municipal d’Elbeuf, en août 1870. Puis il est nommé 2e adjoint par décret du 20 septembre 1871 et siège pour la première fois en tant que tel le 14 octobre.

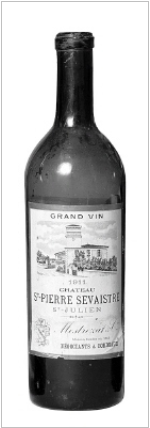
Bouteille d’un Château Saint-Pierre Sevaistre, datant de 1911 (musée Hallwyl, Suède).

Mais au début de la guerre franco-allemande de 1870, il s'engage comme volontaire au 2e bataillon de chasseurs à pied, et participe aux combats livrés autour d'Orléans (batailles de Coulmiers (9 novembre 1870), Patay et Villepion, les 1er, 2, 3 et 4 décembre 1870).
De retour à Elbeuf, il est nommé par décret présidentiel maire de la ville, le 12 janvier 1875. Parallèlement, patronné par Le Nouvelliste de Rouen, il se présente aux élections législatives de 1876 comme candidat de l’Union conservatrice, dans la 2e circonscription de Seine-Inférieure(celle d’Elbeuf), sans succès : il est battu par Lucien Dautresme. Ainsi que l’observe un journaliste parisien, « M. Léon Sevaistre, bien que très connu comme conservateur, est arrivé à vivre en fort bonne intelligence avec un conseil [municipal] des plus avancés [politiquement] tout simplement parce qu’au lieu de faire de la politique il fait de l’administration ». En fait, il se heurte de plus en plus à la majorité républicaine du Conseil. À la mort d’Adolphe Thiers, il refuse que le Conseil s’associe au deuil et il est mis en minorité lorsque les conseillers décident, en dépit de son opposition, de donner le nom de Thiers à une rue de la ville. Pressentant qu’il ne pourra plus être élu à Elbeuf, il renonce à se présenter au scrutin municipal de janvier 1878.
Vivant désormais dans l’Eure, où il a hérité de son père le château du Bec-Thomas (acquis par celui-ci en 1841) et des propriétés foncières importantes, il se fait élire conseiller général (pour le canton d’Amfreville-la-Campagne) en 1880 et est réélu en 1886. Il intervient fréquemment dans les séances de cette assemblée, tenues en avril et août de chaque année. En 1891, il démissionne de son mandat, en affirmant que l’éducation de ses enfants, à Paris, l’empêche de s’y consacrer pleinement.
À partir de 1881, il est aussi conseiller municipal du Bec-Thomas (dont son père avait été maire de 1855 à 1866).
Candidat conservateur dans la 1re circonscription de l’Eure (arrondissement d'Évreux), lors de l'élection législative partielle du 30 avril 1882 motivée par le décès de Jean-Louis Lepouzé, il fustige « l’incapacité, le gaspillage, l’imprévoyance, l’intolérance » des gouvernements de la IIIe République. Il réclame une « politique de paix, d’ordre, d’économie dans les dépenses », et prône « amortissement de la dette ; dégrèvement de l’impôt foncier et des charges qui écrasent le petit contribuable ; garanties données à l’industrie ; liberté pour tous et respect pour toutes les croyances ». Mais il échoue au second tour (le 14 mai), en totalisant seulement 5 152 voix contre 7 838 au candidat républicain Ambroise Bully, finalement élu.

## Député
De manière très classique, il parachève ce cursus politique en devenant finalement député du département de l’Eure, profitant des élections au scrutin de liste d’octobre 1885. Inscrit sur la liste conservatrice, il est élu, le 4e sur 6, par 44 798 voix sur 86 584 votants et 106 593 inscrits. Il siège à l’Assemblée Nationale, du 4 octobre 1885 au 14 octobre 1889, avec le Groupe de l’Union des Droites, au centre droit. Les journaux le qualifient de conservateur ou de réactionnaire, voire de monarchiste (ce qui ne semble pas avoir été le cas).
À l’Assemblée, il interpelle le ministre de la Justice sur les lenteurs de la police et de la justice dans l’affaire de l’assassinat du préfet de l’Eure ou le ministre de l’Agriculture à propos de l’interdiction d’importation de bœufs français en Angleterre ou du marché aux bestiaux parisien de La Villette (défendant ici les intérêts des éleveurs du Neubourg).
Protectionniste, il appuie les surtaxes sur les céréales, se prononce contre la politique scolaire et coloniale des gouvernements successifs, notamment au Tonkin. En 1888, lors de la discussion d’un projet de loi concernant les accidents du travail, il présente un amendement visant à limiter la responsabilité du patronat, surtout des petits patrons « qui ne s’assureront pas et seront ruinés ». Il s’emporte souvent violemment contre le gouvernement, notamment en 1889.
Il vote dans la dernière session : 
- contre le rétablissement du scrutin d'arrondissement (11 février 1889),
- pour l'ajournement indéfini de la révision de la Constitution,
- contre les poursuites envers trois députés membres de la Ligue des patriotes,
- contre le projet de loi Lisbonne restrictif de la liberté de la presse,
- contre les poursuites visant le général Boulanger.

Il demande la péréquation de l’impôt foncier (l’Eure étant plus imposé que la moyenne générale des départements) et des réductions sur le budget de la Chambre des députés. Il  essaie d’obtenir en janvier 1889 le vote de crédits pour les travaux de navigabilité de la Risle depuis son embouchure jusqu’à Pont-Audemer et en juin de la même année intervient en faveur d’une ligne de chemin de fer du Neubourg à Elbeuf.  Il s’oppose par contre au projet de réalisation d’un métro souterrain à Paris, qu’il estime trop cher et « absolument inhabitable », faute d’aération.
Il intervient également sur des sujets très divers : taxe sur le pain, mesures douanières, chemin de fer du Sénégal, création d’une école d’enfants de troupe aux Andelys… (Voir Publications).
Il se trouve également mêlé à diverses polémiques. En 1888 notamment, lors d’un procès, il écrit aux jurés pour intervenir en faveur d’un prévenu, en accusant le maire (républicain) de Saint-Cyr-la-Campagne de l’avoir dénoncé à tort. L’affaire fait grand bruit dans le département ; Léon Sevaistre est finalement condamné en appel à 300 F de dommages et intérêts. Le 14 mars 1889, il est frappé de censure pour avoir dit que les républicains de la Chambre étaient en train de faire périr la République « dans l’imbécilité ».
Léon Sevaistre est le seul parlementaire de l’Eure à rallier le général Boulanger en 1889, qui veut selon lui « assainir la République et en chasser ceux qui en vivent et s’en font des rentes ». Il se représente aux élections de 1889 dans la circonscription de Louviers. Il déploie pour cela de gros moyens financiers, n’hésitant pas à créer pour l’occasion deux journaux éphémères (imprimés à Elbeuf), chargés de soutenir sa campagne électorale : L'Indépendant du Neubourg et L'Indépendant de Louviers. Malgré cela, n’ayant obtenu que 6 866 voix sur 14 488 votants, il est battu par Ernest Thorel, maire de Louviers, élu quant à lui avec 7 381 voix.
Désormais, il ne fait plus acte de candidature et se retire dans son château du Bec-Thomas (Eure). Il préside des réunions du comité chargé de l’érection d’un monument à la mémoire de son ami à l’Assemblée Edgar Raoul-Vidal, qui avait cherché à unir la droite républicaine, à Notre-Dame-du-Vaudreuil et prononce (en tant qu’ancien député) un discours lors de son inauguration en 1890. Comme on l’a vu précédemment, il quitte également le Conseil général en 1891 et renonce à son mandat municipal en 1896.
Puis, abandonnant la Normandie pour le Midi de la France, il s’en va faire de la viticulture dans le Médoc, en Gironde. Déjà propriétaire du domaine du château Saint-Louis du Bosq à Beychevelle (commune de Saint-Julien-Beychevelle), il achète en 1892 à la veuve Bontemps Dubarry sa part du château Saint-Pierre, appelé désormais Saint-Pierre Sevaistre, qui produit un vin réputé.
Il meurt le 25 juin 1909 à Bègles, à l’âge de 69 ans et est inhumé quelques jours plus tard à Saint-Julien-Beychevelle. Une messe fut dite en sa mémoire en l’église Saint-Philippe-du-Roule, à Paris. Sa veuve décéda à Paris, rue Daru, en 1916. Son beau-fils, Charles Legras, reprit la direction du domaine puis le vendit en 1922. En 1982, l’appellation château Saint-Pierre Sevaistre est redevenue château Saint-Pierre.

## Publications
- Rapport présenté par M. Léon Sevaistre à la commission départementale sur le projet de création d'une école d'enfants de troupe aux Andelys (18 novembre 1884), Elbeuf, Impr. Saint-Denis et Duruflé, 1884, pièce(FRBNF34140569).
- Proposition de loi tendant au rétablissement de la taxe obligatoire sur le pain, présentée par MM. Léon Sevaistre, Du Mesnildot, de La Ferrière, Fouquet… (11 décembre 1888), Paris, Impr. de Quantin, (s.d.), 18 p. Chambre des députés, 4e législature, session extraordinaire de 1888, no 3322 (FRBNF36244619).
- Rapport sommaire fait au nom de la 26e commission d'initiative parlementaire chargée d'examiner la proposition de loi de M. Léon Sevaistre et plusieurs de ses collègues tendant au rétablissement de la taxe obligatoire sur le pain... par M. Montaut (Seine-et-Marne), 7 février 1889, Paris, Impr. de A. Quantin, (s.d.), 2 p. Chambre des députés, 4e législature, session 1889, no 3517 (FRBNF36236247).
- Discours prononcé par M. Léon Sevaistre, séance du 7 juin 1886. Discussion d'une interpellation relative à la prohibition de l'exportation du bétail français par l'Angleterre, Paris, Impr. des Journaux officiels, 1886, 4 p. Extrait du Journal officiel du 8 juin 1886 (FRBNF31357692).
- Rapport fait au nom de la commission chargée d'examiner les documents relatifs au chemin de fer de Dakar à Saint-Louis, par M. Léon Sevaistre (4 décembre 1888), Paris, Impr. de Quantin, (s.d.), 4 p. Chambre des députés, 4e Législature, session extraordinaire de 1888, no 3291 (FRBNF36244620).
- Discours prononcé par M. Léon Sevaistre, séance du 3 mars 1887. Discussion des propositions de loi portant modification du tarif général des douanes (blé, avoine et farine), Paris, Impr. des Journaux officiels, 1887, 3 p. Chambre des Députés, extrait du Journal officiel du 4 mars 1887 (FRBNF31357693).

## Sources
- Alain Becchia, La draperie d’Elbeuf (des origines à 1870), Mont-Saint-Aignan, Publications de l’Université de Rouen, 2000.
- Manuela Maunoury, « Étude de généalogie sociale : les familles Bourdon, Petou et Sevaistre à Elbeuf-sur-Seine de la fin du XVIIIe au milieu du XIXe siècle », mémoire de maîtrise d’histoire sous la direction de A. Becchia, Université de Rouen, 1996.
- Jean Jolly (dir.), Dictionnaire des parlementaires français ; notices biographiques sur les ministres, députés et sénateurs français de 1889 à 1940, Paris, Presses universitaires de France, 1960-1977, 8 vol.
- « Léon Sevaistre », dans Adolphe Robert et Gaston Cougny, Dictionnaire des parlementaires français, Edgar Bourloton, 1889-1891 [détail de l’édition]
- Henri Saint-Denis, Histoire d’Elbeuf, Elbeuf, Impr. H. Saint-Denis, t. XI, 1904.
- Département de l’Eure, Rapport du Préfet au Conseil général [avec comptes rendus des séances], Évreux, Impr. E. Quettier, années 1880-1891.